# Friula wallacei
Friula wallacei är en spindelart som beskrevs av O. Pickard-Cambridge 1896. Friula wallacei ingår i släktet Friula och familjen hjulspindlar. Inga underarter finns listade i Catalogue of Life.